# Ronnie Whelan
Ronald Andrew ("Ronnie") Whelan (Dublin, 25 september 1961) is een Iers voormalig voetballer. Whelan was een middenvelder die 15 seizoenen voor Liverpool uitkwam van 1979 tot 1994. Hij won zes landstitels met Liverpool en 14 andere prijzen, waaronder twee keer de Europacup I.

## Clubcarrière
Whelan streek neer op Anfield Road in 1979 als 18-jarige, nadat hij zijn carrière twee jaar eerder was begonnen bij Home Farm in zijn thuisland. In vijftien seizoenen was hij haast niet weg te denken op het middenveld van Liverpool. In de finale van de Europacup I van 1981 versloeg Liverpool na een spannende wedstrijd Real Madrid CF. Alan Kennedy scoorde het winnende doelpunt na 85 minuten.
Whelan speelde met rugnummer 5 nadat clubicoon Ray Kennedy de club had verlaten – vanaf 1982. In het seizoen 1983/1984 pakte Whelan een treble met Liverpool. Hij won de landstitel, de Europacup I en de League Cup, die hij vier keer op rij won. In de finale van de Europacup I versloeg Liverpool na strafschoppen AS Roma. Het seizoen 1984/1985 verliep vervolgens minder goed. Liverpool won geen prijs en stadsrivaal Everton veroverde de landstitel onder trainer Howard Kendall. Bovendien voltrok zich dat seizoen het Heizeldrama voorafgaandelijk aan de finale van de Europacup I tussen Liverpool en Juventus.
Een seizoen later scoorde Whelan een hattrick tegen Coventry City op 12 april 1986, waarna de club de landstitel veroverde. In de zomer van 1987 arriveerden aanvallers John Aldridge, Peter Beardsley en John Barnes op Anfield. Onder meer hun komst zou leiden tot de laatste grote vaderlandse successen van Liverpool tot 2020, met nog eens twee landstitels voor Whelan in 1988 en 1990 onder Kenny Dalglish. Tussendoor werd Arsenal kampioen in 1989. Na de titel van 1990 moest Liverpool 30 jaar wachten op een landskampioenschap, maar was de club wel een aantal keer succesvol in Europa — het laatst met winst van de UEFA Champions League in 2019. Whelan was met Liverpool stichtend lid van de Premier League in 1992 en speelde nog 40 wedstrijden in die Premier League, waarin hij twee keer scoorde.
Na bijna 500 officiële wedstrijden in het eerste elftal van Liverpool sloot Whelan zijn carrière af bij Southend United in 1995.

## Interlandcarrière
Whelan speelde 53 interlands in het Iers voetbalelftal van 1981 tot 1995, waarin hij drie keer scoorde. Hij maakte deel uit van de Ierse selectie die zich kwalificeerde voor het EURO 1988 in West-Duitsland.
Whelan was erbij op EURO 1988 toen Engeland memorabel door Ierland werd verslagen met 1−0 (een doelpunt van Liverpool-ploeggenoot Ray Houghton na zes minuten) en in de volgende wedstrijd scoorde hij een spectaculair doelpunt in een gelijkspel tegen de Sovjet-Unie. Nederland won uiteindelijk het kampioenschap. Ierland en Whelan werden uitgeschakeld door Nederland in de laatste wedstrijd van de groepsfase.

## Erelijst
Liverpool FC
- Football League First Division

1982, 1983, 1984, 1986, 1988, 1990
- Charity Shield

1982, 1986, 1988, 1989, 1990
- FA Cup

1986, 1989
- League Cup

1981, 1982, 1983, 1984
- Europacup I

1981, 1984
- Football League Super Cup

1987